# Ghurian (Afghanistan)
Ghurian (Paschtu/Dari: غوریان) ist eine Stadt in Afghanistan.

## Geografie
Sie liegt in der Provinz Herat, südwestlich der Stadt Herat, im Zentrum des Distrikts Ghurian.
Die Einwohnerzahl beträgt 42.050 (Stand 2022).

## Verkehr
Im Frühjahr 2019 war Ghurian die Betriebsspitze der im Bau befindlichen Bahnstrecke Torbat-e Heidarije–Herat. Der Weiterbau nach Herat wurde am 21. Februar 2019 begonnen.
In der Nähe verläuft die Autobahn Mashhad–Herat.

## Wissenswert
In der Stadt befinden sich ein lokaler Fernsehsender und ein Gesundheitszentrum. 